# Desktop Linux Consortium
El Desktop Linux Consortium (DLC), es un organización sin fines de lucro la cual tiene como objetivo principal realzar y proponer la utilización del sistema operativo LinuxGNU/Linux en el escritorio.
Fundada el 4 de febrero de 2003, es conducida por el activista open source Bruce Perens como director ejecutivo, y Jeremy White, gerente de CodeWeavers, como el presidente.

## Miembros actuales de DLC
- Ark Linux
- CodeWeavers
- Debian
- DesktopLinux.com
- KDE
- Linux Professional Institute (LPI)
- Lycoris
- The Linux Terminal Server Project (LTSP)
- Mandriva
- NeTraverse
- OpenOffice.org
- Questnet]
- Samba
- theKompany
- openSUSE
- TransGaming Technologies
- TrustCommerce
- Xandros
- Ximian